# Württemberkové
Dynastie Württemberků (německy Haus Württemberg) nebo jen Württemberkové či Württemberští je bývalá württemberská panovnická dynastie. Ve Württembersku vládla od roku 1081 do roku 1918, kdy byly svrženy všechny německé monarchie. V letech 1089–1495 vládli jako hraběcí dynastie, poté v letech 1495–1803 jako vévodská dynastie a v letech 1803–1806 byli dokonce říšskými kurfiřty, poté byli dědičně povýšeni na krále. Jako královská dynastie vládli až do roku 1918 s tím,že od roku 1871 patřilo Württembersko do Německého císařství a tak již nebyli suverénními panovníky.
Posledním panovníkem byl král Vilém II. a současnou hlavou rodu je Vilém, vévoda Württemberský.

## Hrabata Württemberští (1089–1495)
Württemberské hrabství vzniklo oddělením od Švábského vévodství v roce 1089, pod vládou hraběte Konráda I., který byl do té doby známý jako Conrad von Beutelsbach. Nová země získala jméno podle vládnoucího rodu, který se sám nazýval podle rodového hradu Württemberg.
Hrabě Eberhard I. († 1325) oponoval třem německým králům, zdvojnásobil území Württemberska a přenesl své sídlo z hradu Württemberg do současného dnešního centra země Stuttgartu.
- Konrád I. – (1089–1122), zavražděn
- Konrád II. – (1110–1143), zavražděn
- Ludvík I. – (1143–1158)
- Ludvík II. – (1166–1181)
- Hartmann I. – (1194–1240)
- Ludvík III. – (1194–1226)
- Ulrich I. – (1241–1265)
- Ulrich II. – (1265–1279)
- Eberhard I. – (1279–1325)
- Ulrich III. – (1325–1344)
- Ludvík III. – (1194–1226)
- Eberhard II. – (1344–1392), společně s Ulrichem IV.
- Ulrich IV. – (1344–1362), společně s Eberhardem II.
- Eberhard III. – (1392–1417)
- Eberhard IV. – (1417–1419)
- Ludvík I. – (1419–1450)
- Ulrich V. – (1419–1442)

Württembersko bylo několikrát rozděleno mezi větve rodu, ale nejdůležitější rozdělení způsobila smlouva z Nürtingenu, která rozdělila zemi mezi dvě linie a to Württemberg-Stuttgart a Württemberg-Urach s centry v uvedených městech.

### Linie Württemberg-Stuttgart
- Ulrich V. – (1442–1480)
- Eberhard VI. – (1480–1482)

### Linie Württemberg-Urach
- Ludvík I. – (1419–1450)
- Ludvík II. – (1450–1457)
- Eberhard V. – (1457–1495)

Smlouva z Münsingenu z roku 1482 spojila rozdělené hrabství opět v jednu zemi a prohlásila ho nedělitelným. Hrabství bylo roku 1495 povýšeno na vévodství.

## Vévodové Württemberští (1495–1803)
Smlouvou z Münsingenu byla opět spojena obě hrabství do jednoho celku a ten poté roku 1495 povýšen na vévodství. Z hraběte Eberharta V. se stal vévoda Eberhard I. Vévodství bylo v říši suverénní a podléhalo pouze císaři. V letech 1519–1534 připojeno k Rakousku. Díky reformaci a pomoci hesenského lankraběte a dalších panovníků získal vévoda Ulrich své vévodství zpět. Za jeho vlády se v zemi rozšířilo protestantství.
Když roku 1793 zemřel bezdětný vévoda Karel Evžen byl následován jeho bratrem Ludvíkem Evženem († 1795) a po jeho smrti nastoupil další z bratrů a to Fridrich Evžen († 1797). Tento princ, sloužil v armádě Fridricha Velikého a byl s ním dokonce příbuzný, jeho děti byly podle pruského vzoru vzdělané v protestantské víře.
Po jeho smrti nastoupil syn, vévoda Fridrich II., který se podle vzoru na Fridricha Velikého, se zúčastnil války proti Francii (navzdory přání svého lidu). Když bylo opět díky francouzské invazi zničené území, odešel vévoda do Erlangenu, kde zůstal až do uzavření míru z Lunéville dne 9. února 1801. V roce 1803 také Fridrich II. přijal od Napoleon titul kurfiřta. Württemberskem nově obsazená území nebyly začleněny do vévodství, ale zůstaly samostatné a byly známé jako "Nové Württembersko". V roce 1806 bylo díky Napoleonem provedenému rozpadu Svaté říše římské národa německého spojeny území starého Württemberska a nového Württemberska a toto Württemberské vévodství (a kurfiřtství) bylo s Napoleonovým přičiněním prohlášeno suverénním královstvím (stejně jako sousední a větší Bavorsko).
- Eberhard I. – (1495–1496)
- Eberhard II. – (1496–1498)
- Ulrich I. – (1498–1519), první vláda
- 1519–1534 – Württembersko obsazené Rakouskem

- Ulrich I. – (1534–1550), druhá vláda
- Kryštof I. – (1550–1568)
- Ludvík III. – (1568–1593)
- Fridrich I. – (1593–1608)
- Jan Fridrich I. – (1608–1628)
- Eberhard II. – (1628–1674)
- Vilém Ludvík – (1674–1677)
- Eberhard Ludvík – (1677–1733)
- Karel Alexandr – (1733–1737)
- Karel Evžen – (1737–1793)
- Ludvík Evžen – (1793–1795)
- Fridrich II. – (1795–1797)
- Fridrich I. – (1797–1803) vévoda, kurfiřt (1803–1806), v roce 1806 se stal králem

Galerie
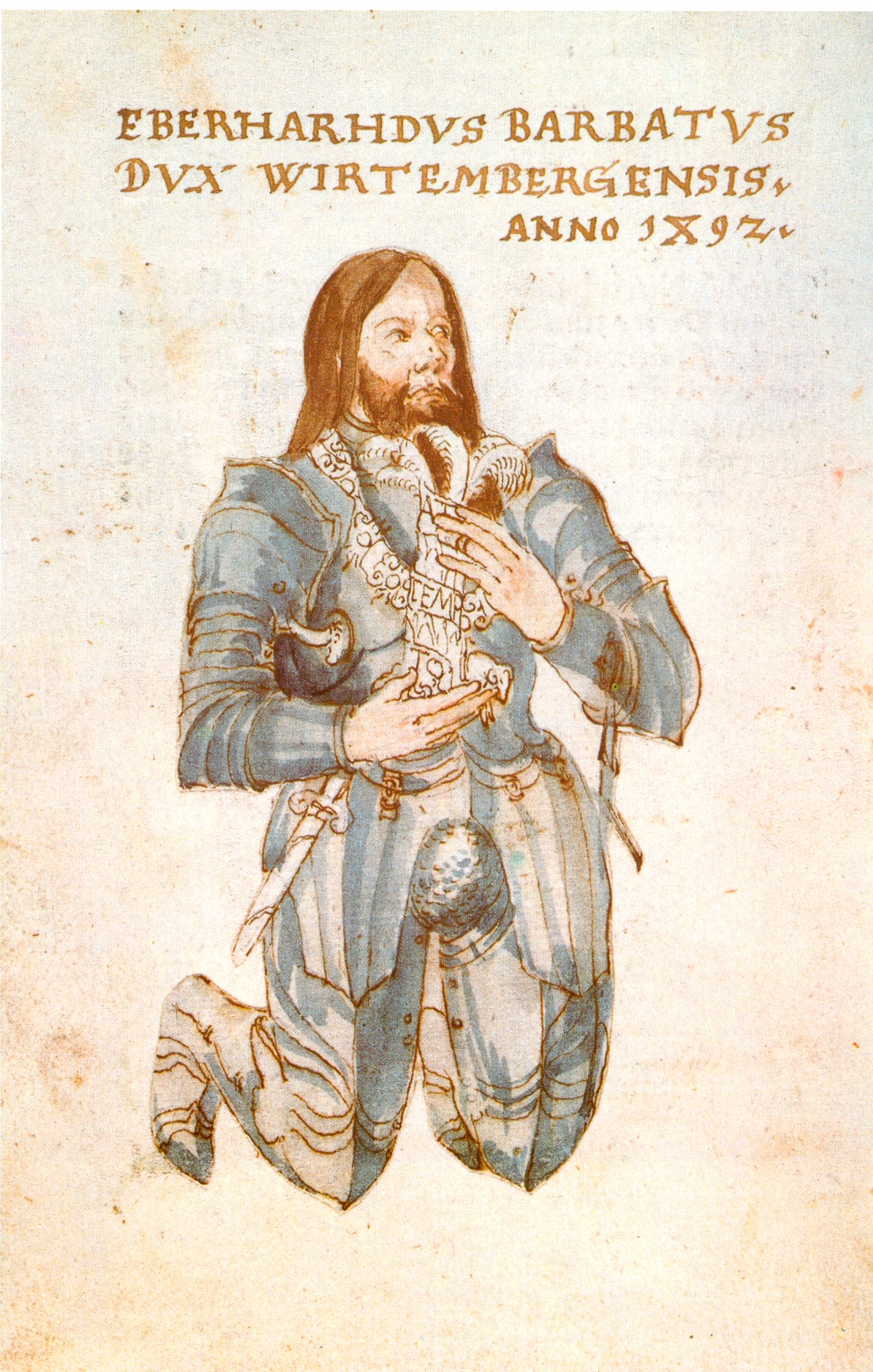
Eberhard I.
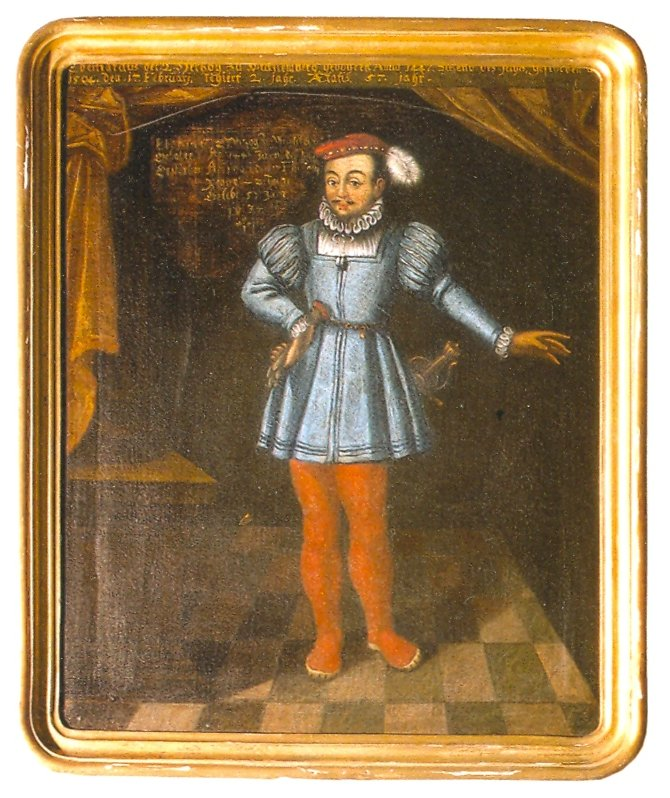
Eberhard II.
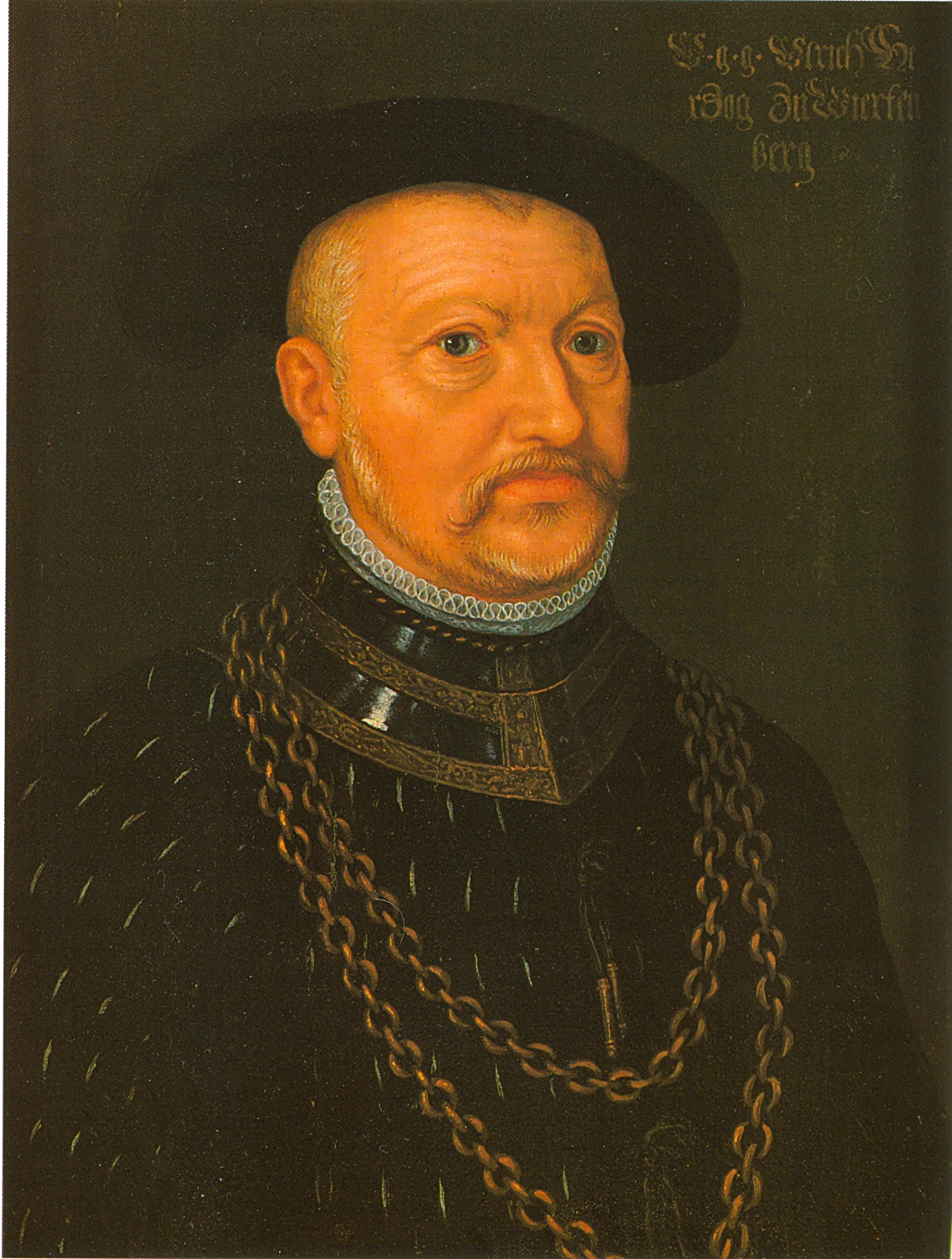
Ulrich I.
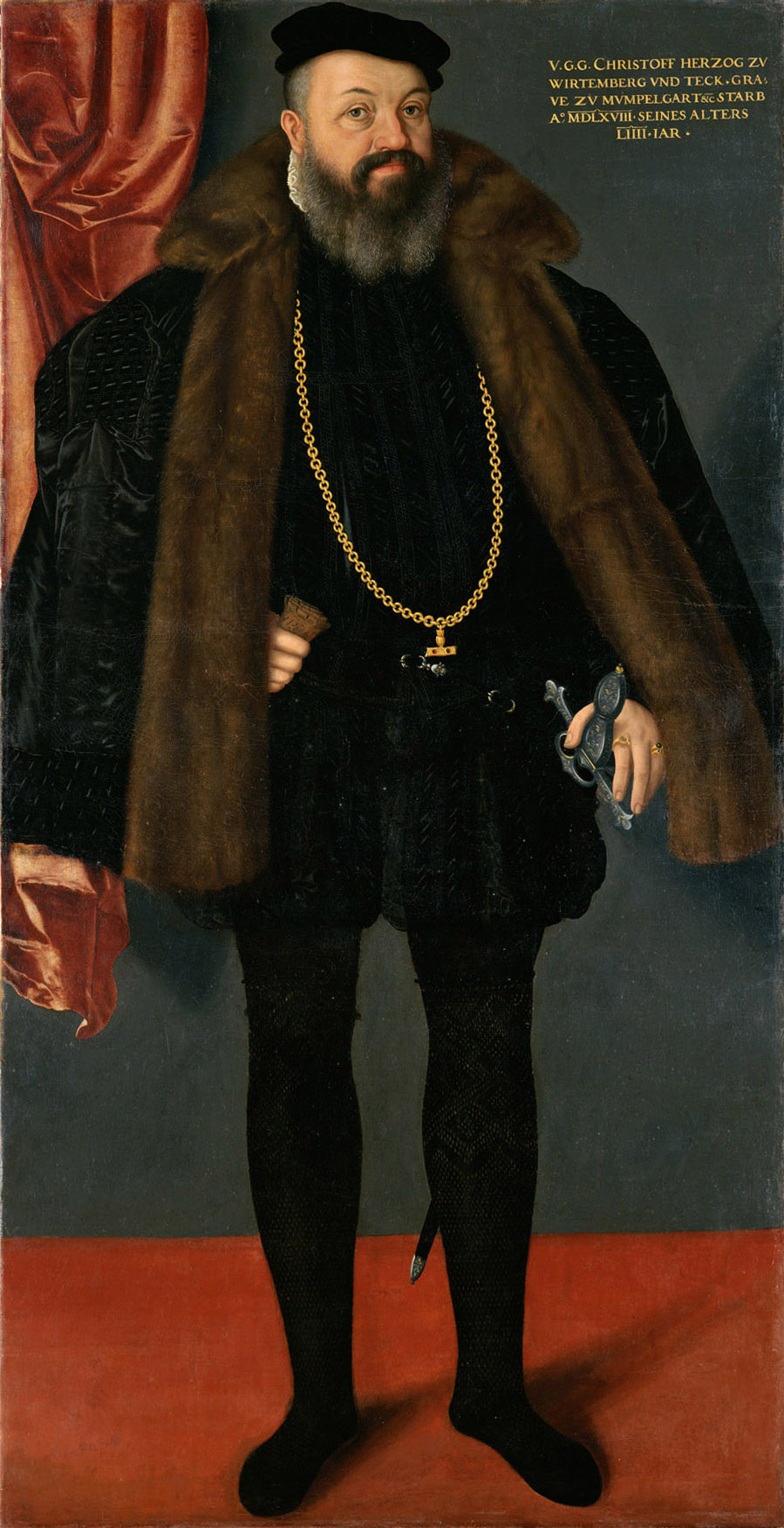
Kryštof I.
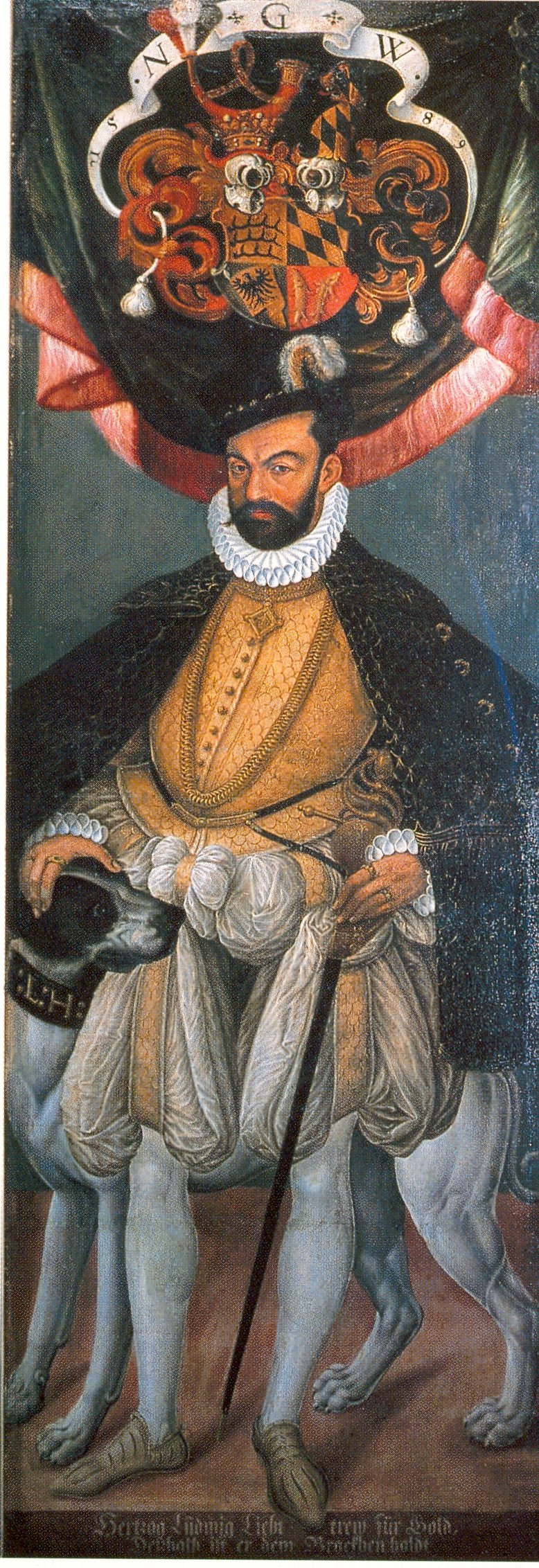
Ludvík I./III.
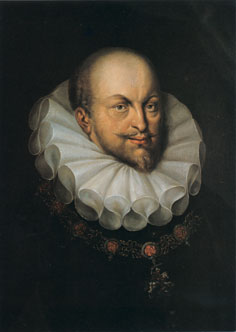
Fridrich I.
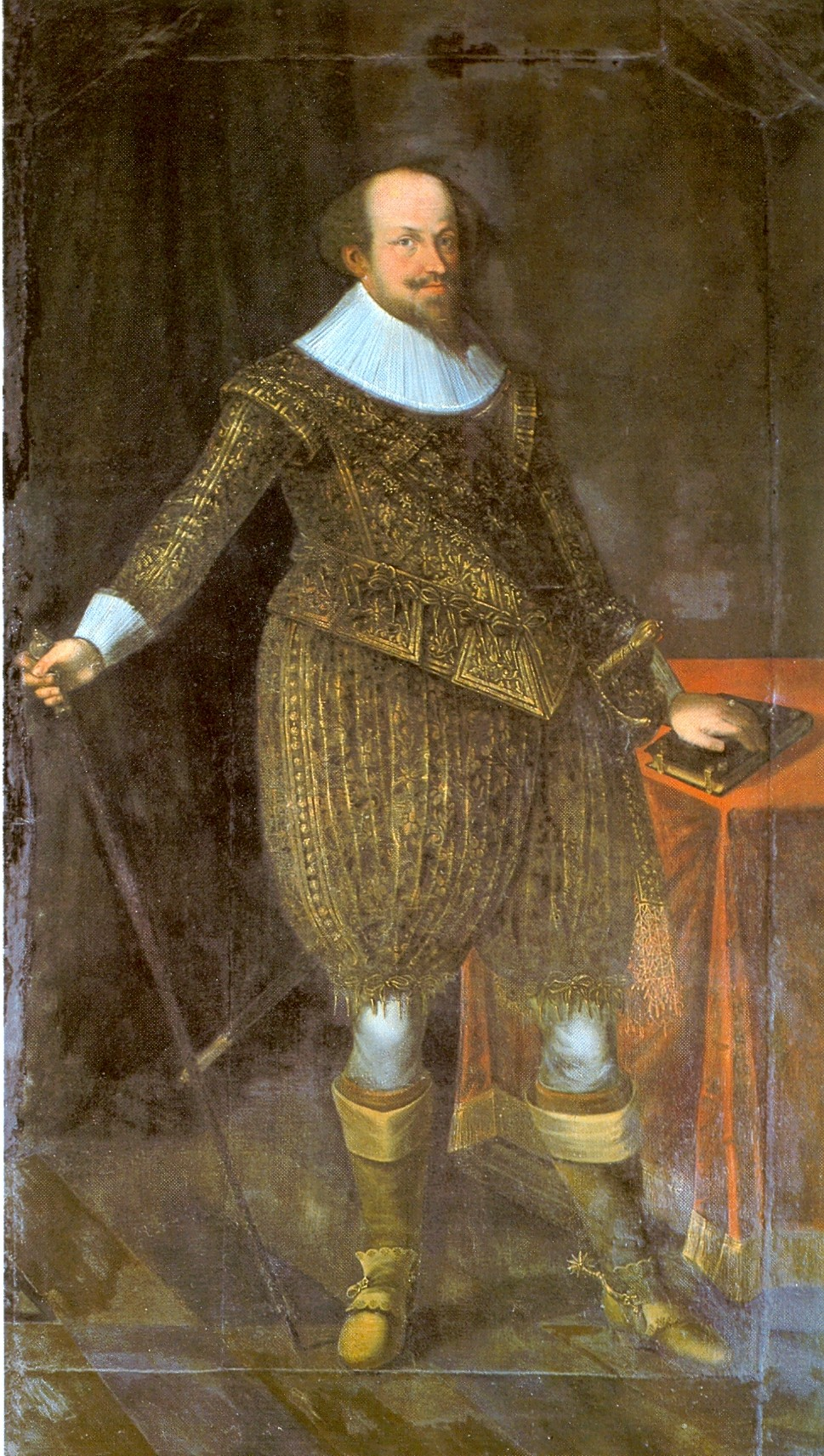
Jan Fridrich I.
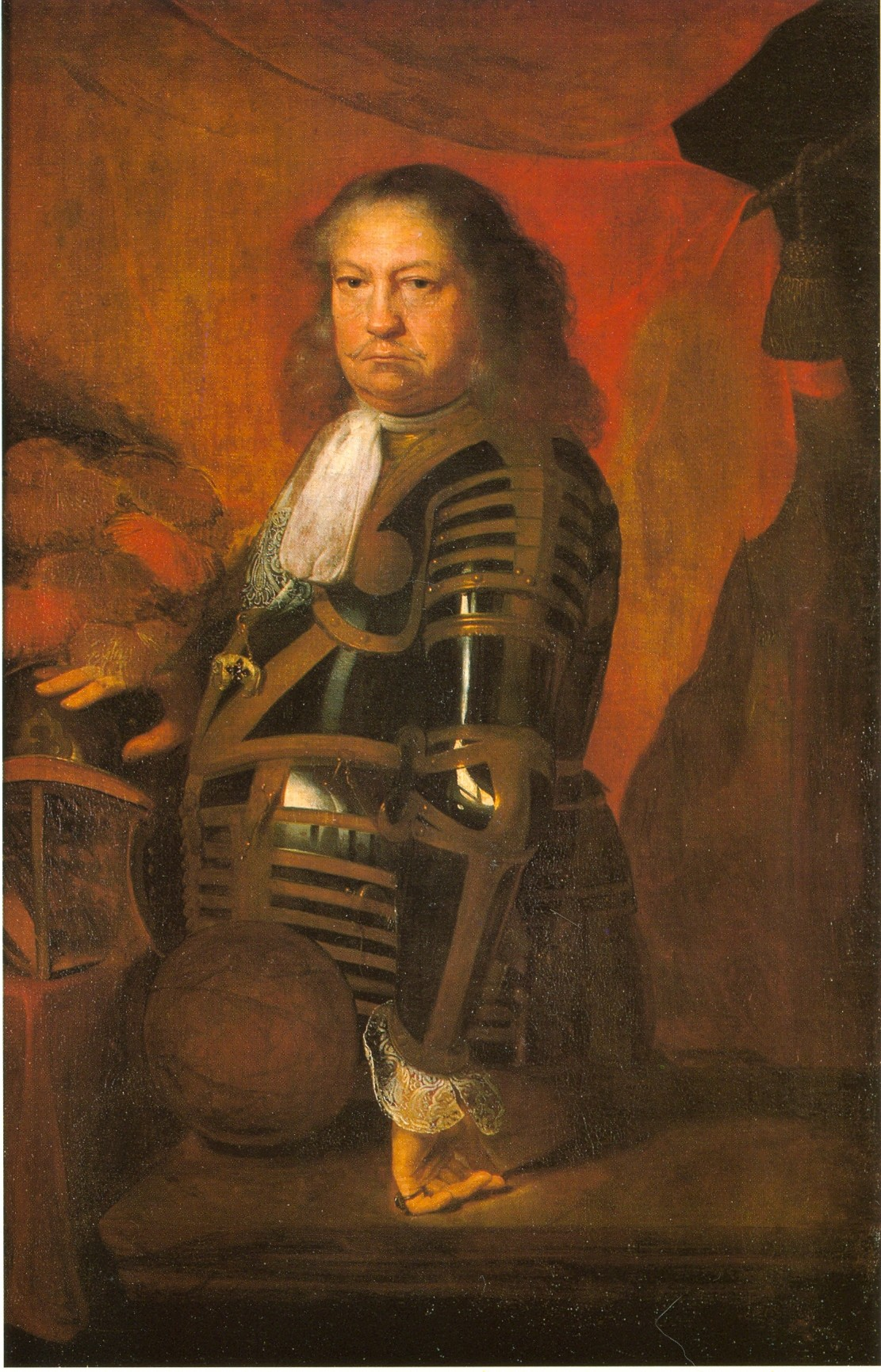
Eberhard II.
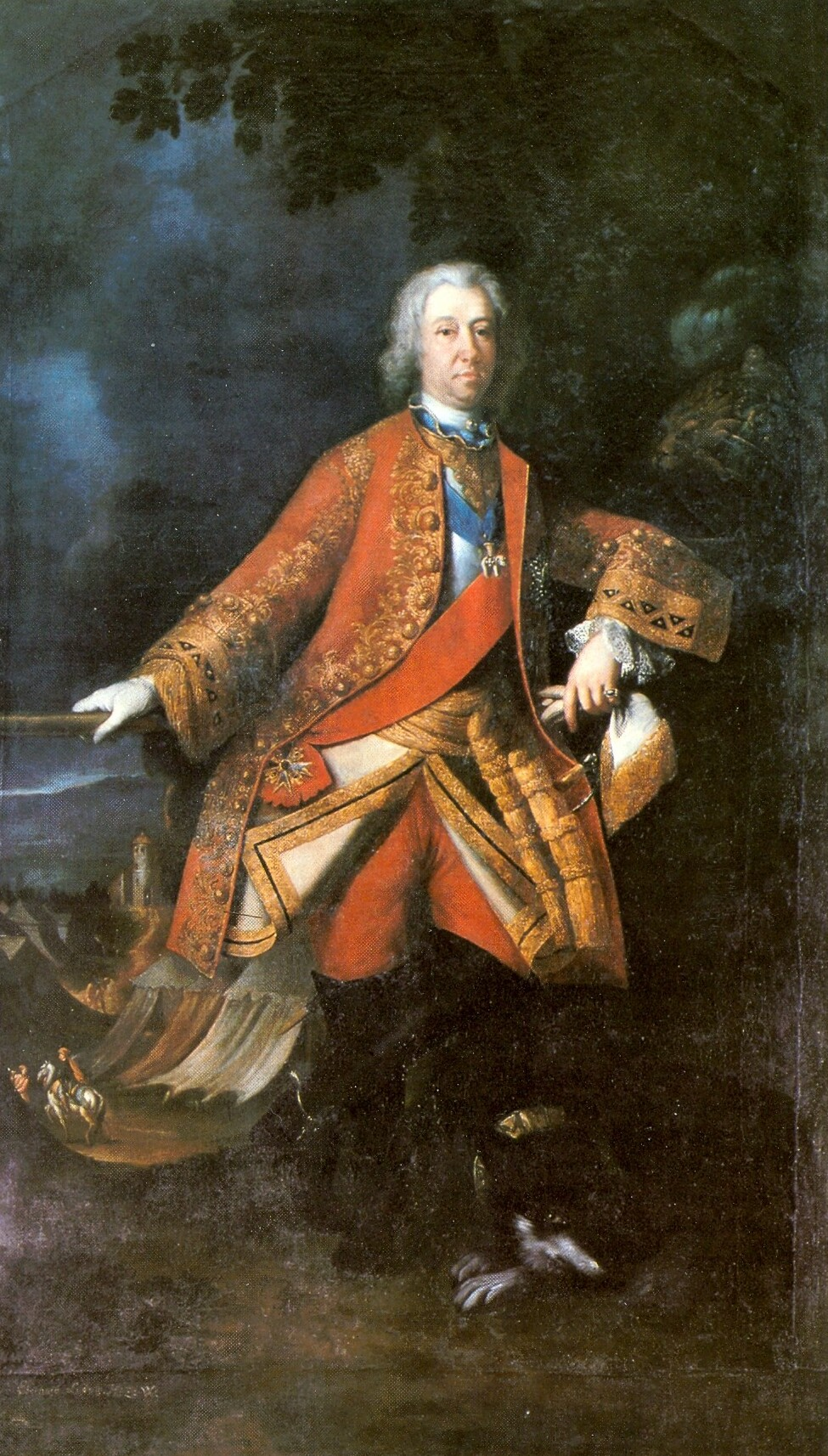
Eberhard Ludvík
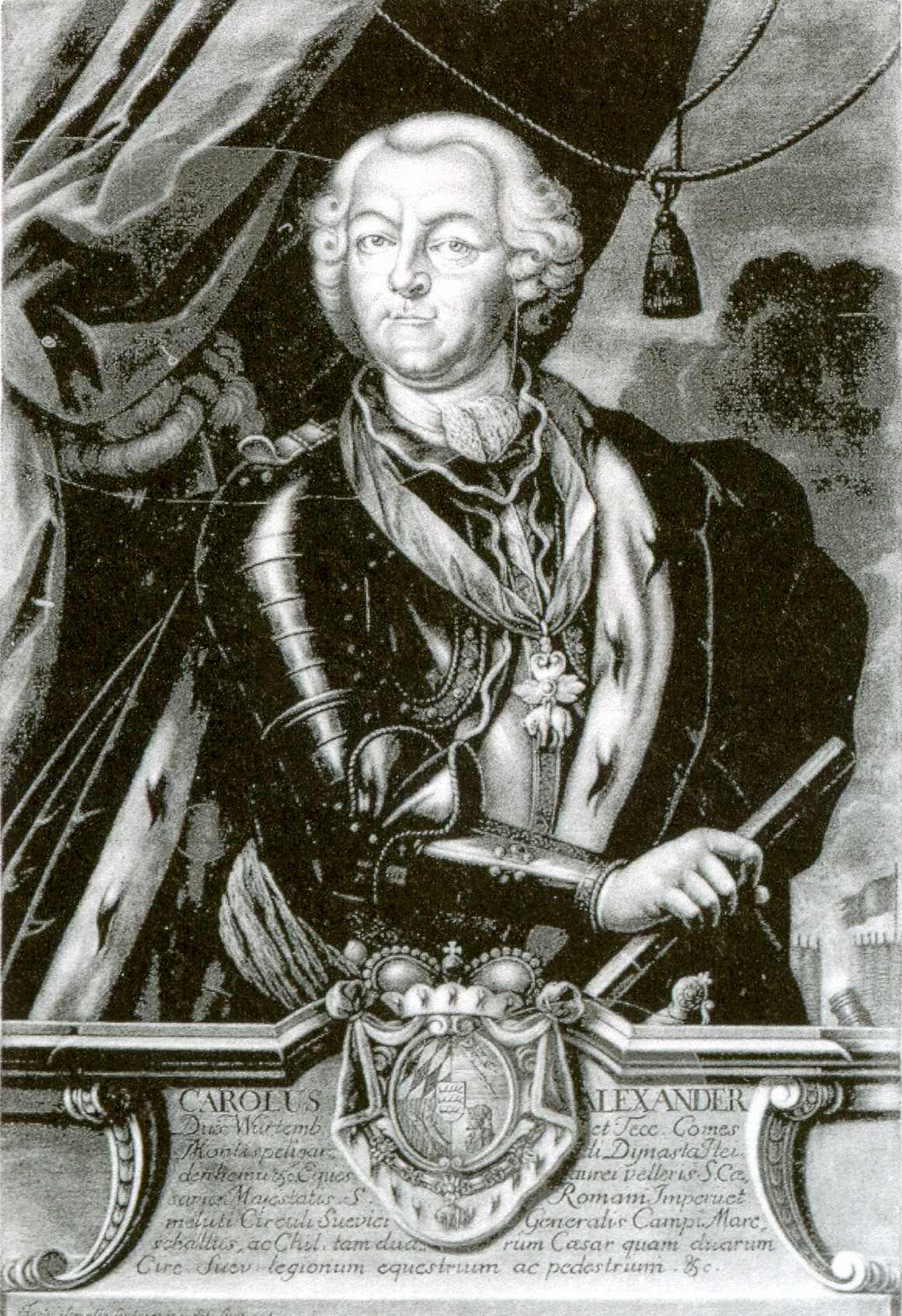
Karel Alexandr
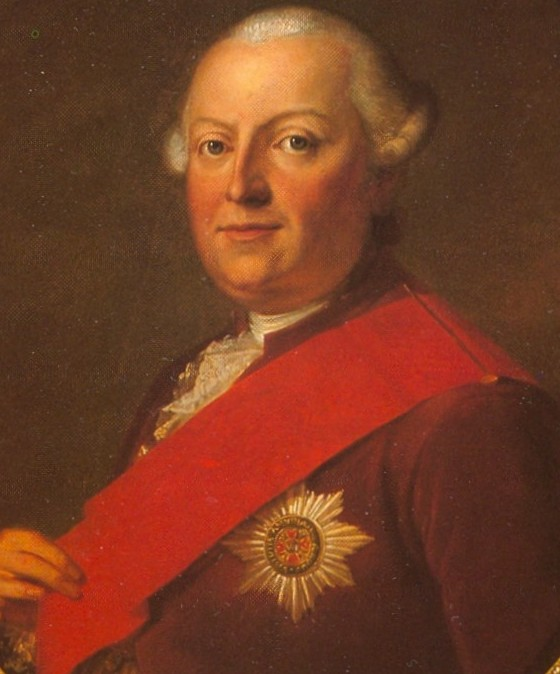
Karel Evžen
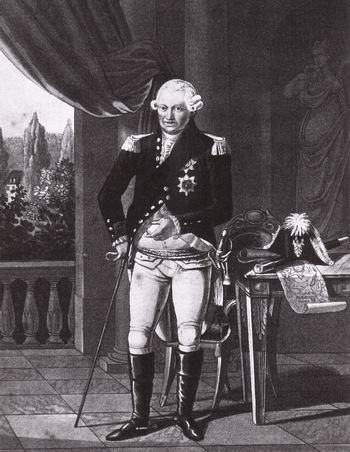
Fridrich II. Evžen
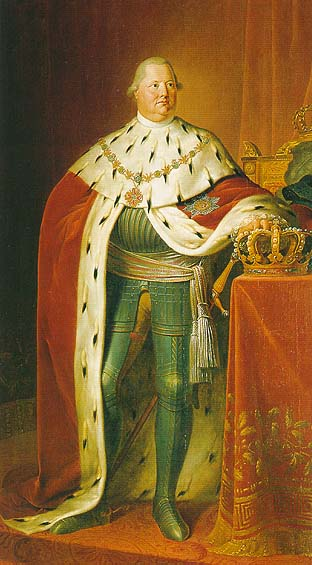
Fridrich I./II.

### Vévoda z Urachu

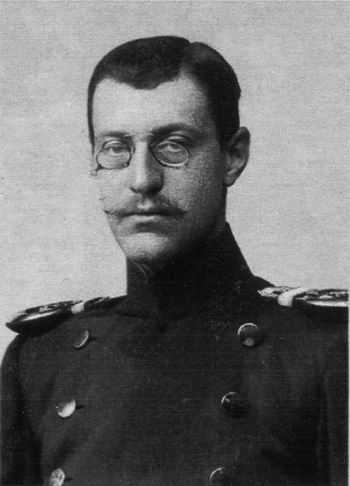
Vilém Württemberský resp. Mindaugas II.

Titul vévody z Urachu byl vytvořen pro Alexandra Fridricha Viléma Ferdinanda, hraběte Württemberského 28. března 1867, s oslovení Jasnost.
Vilém byl syn vévody Viléma Württemberského (1761–1830) a jeho morganatické manželky, baronky Vilemíny von Tunderfeldt-Rhodis (1777–1822), kterou si vzal v Coswigu dne 23. srpna 1800. Jeho dědeček byl Fridrich II. Evžen (1732–1797), od pochází všichni württemberští králové a to i titulární. Větev vévodů z Urachu je však jako morganatická vyloučena z následnictví trůnu.
Vilém, 2. vévoda z Urachu byl krátce na konci první světové války v roce 1918 vybrán, aby se stal litevským králem jako Mindaugas II. Litevským králem se ale nakonec nestal v důsledcích konce první světové války a německé prohry ve válce.
- Vilém, 1. vévoda z Urachu – (1810–1869)
- Vilém, 2. vévoda z Urachu – (1864–1928)
- Karel Gero, 3. vévoda z Urachu – (1899–1981)
- Karel Anselm, 4. vévoda z Urachu – (nar. 1955), vzdal se titulu v roce 1991
- Karel Albrecht, 5. vévoda z Urachu – (nar. 1957)

## Vévoda a kurfiřt Württemberský (1803–1806)
Když po smrti vévody Fridricha II. Evžena nastoupil jeho syn, vévoda Fridrich II. Ten se podle vzoru na Fridricha Velikého zúčastnil války proti Francii (navzdory přání svého lidu). Když bylo opět díky francouzské invazi zničené území, odešel vévoda do Erlangenu, kde zůstal až do uzavření míru s Lunéville dne 9. února 1801.
V roce 1803 také vévoda Fridrich II. přijal od Napoleon titul říšského kurfiřta. Württemberskem nově obsazená území nebyly začleněny do vévodství, ale zůstaly samostatné a byly známé jako "Nové Württembersko". V roce 1806 bylo díky Napoleonem provedenému rozpadu Svaté říše římské národa německého spojeny území starého Württemberska a nového Württemberska a toto Württemberské vévodství (a kurfiřtství) bylo s Napoleonovým přičiněním prohlášeno suverénním královstvím (stejně jako sousední a větší Bavorsko). Zároveň také díky prešpurskému míru z roku 1805 získalo Württembersko jako odměnu několik různých menších rakouských majetků v Švábsku.
- Fridrich I. Württemberský – (1797–1803) vévoda, kurfiřt (1803–1806), v roce 1806 se stal králem

## Králové Württemberska (1806–1918)
Württemberské království vzniklo v roce 1806, kdy ho Napoleon Bonaparte za pomoc (dědičně) povýšil z vévodství na království, zároveň se stalo členem Rýnského spolku. Již v roce 1803 udělil Napoleon vévodovi Fridrichovi I. kurfiřtský titul. Württembersko se také jako ostatní německé státy v roce 1815 stalo členem Německého spolku. V roce 1871 po Prusko-francouzské válce se jako většina zbylých nezávislých německých států stalo součástí Německého císařství. V jeho rámci však stejně jako Bavorské království, Saské království a Pruské království získalo v mírových dobách samostatně řízenou armádu. Když 6. října 1891 zemřel náhle král Karel I. nastoupil na trůn jeho bratranec Vilém II.
V důsledku německé porážky v první světové válce se v listopadu 1918 úplně vyčerpané Německo vzdalo. Následně vypukla v Berlíně, takzvaná listopadová či německá revoluce, jež se rozšířila po celém Německém císařství. Důsledkem revoluce bylo, že postihla celé Německo a byly zrušeny či padly všechny německé monarchie včetně samotného Německého císařství. Dne 30. listopadu 1918 zde byl nucen odstoupit poslední král Vilém II. a byl vyhlášen Svobodný lidový stát Württembersko (Freier Volksstaat Württemberg), který byl do 1933 spolkovou zemí tzv. Výmarské republiky.
- Fridrich I. – (1806–1816), do roku 1806 vévoda Württemberský, v letech 1803–1806 kurfiřt
- Vilém I. – (1816–1864)
- Karel I. – (1864–1891)
- Vilém II. – (1891–1918)

Galerie
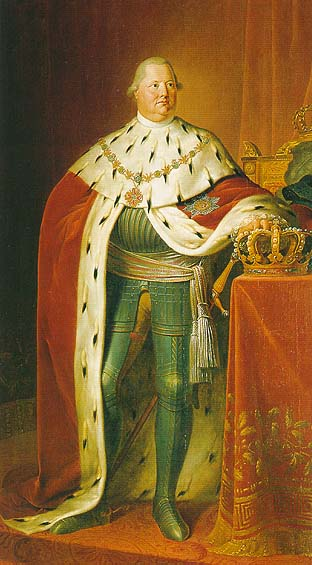
Fridrich I.
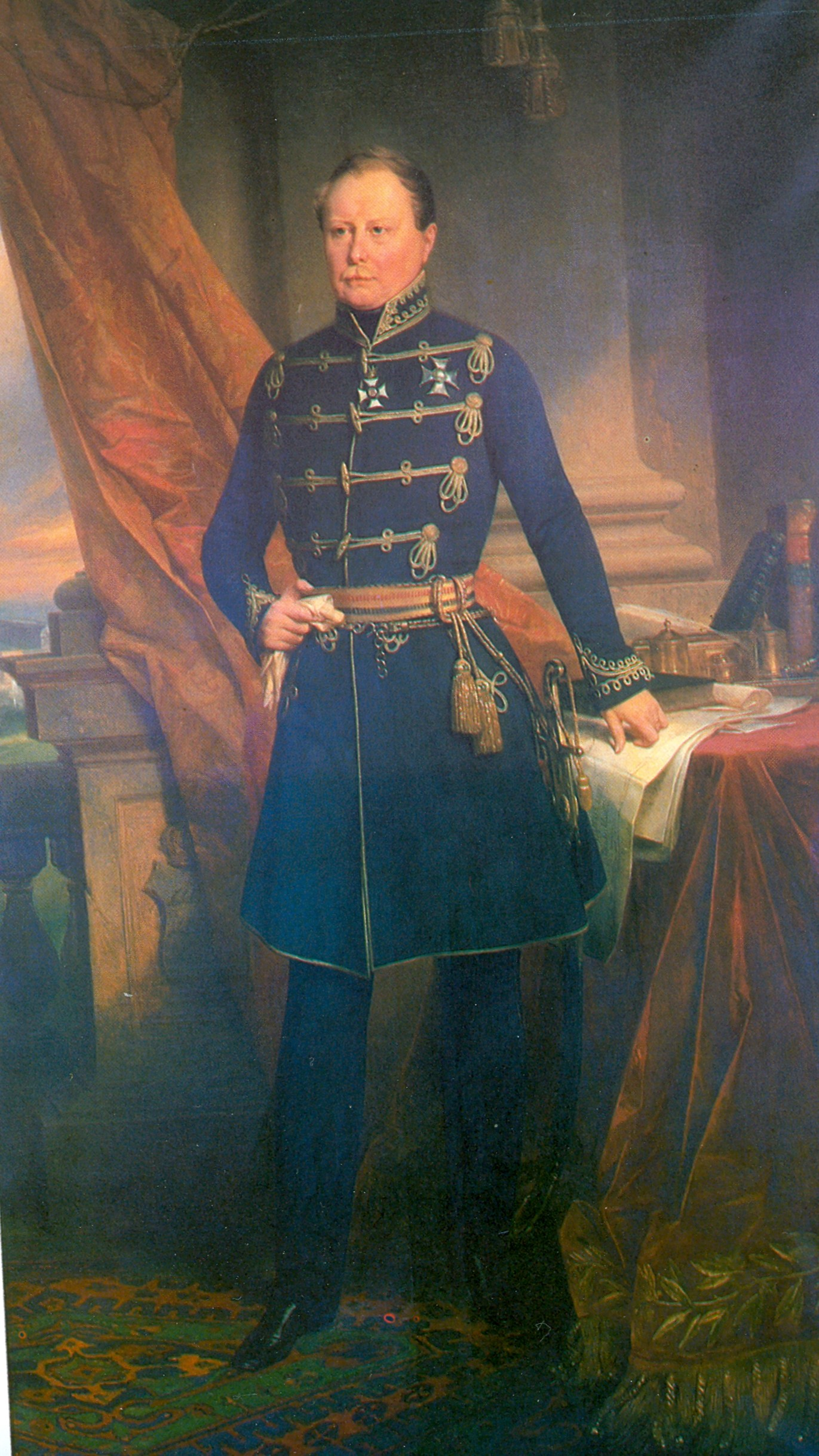
Vilém I.
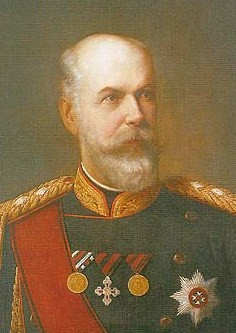
Karel I.
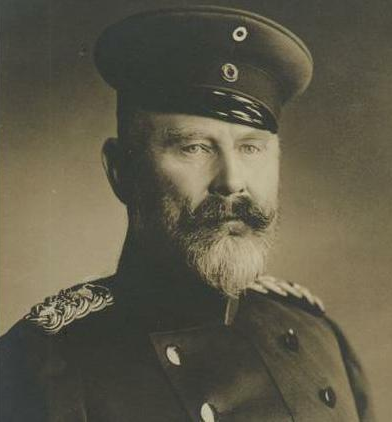
Vilém II.

## Hlava rodu po roce 1918

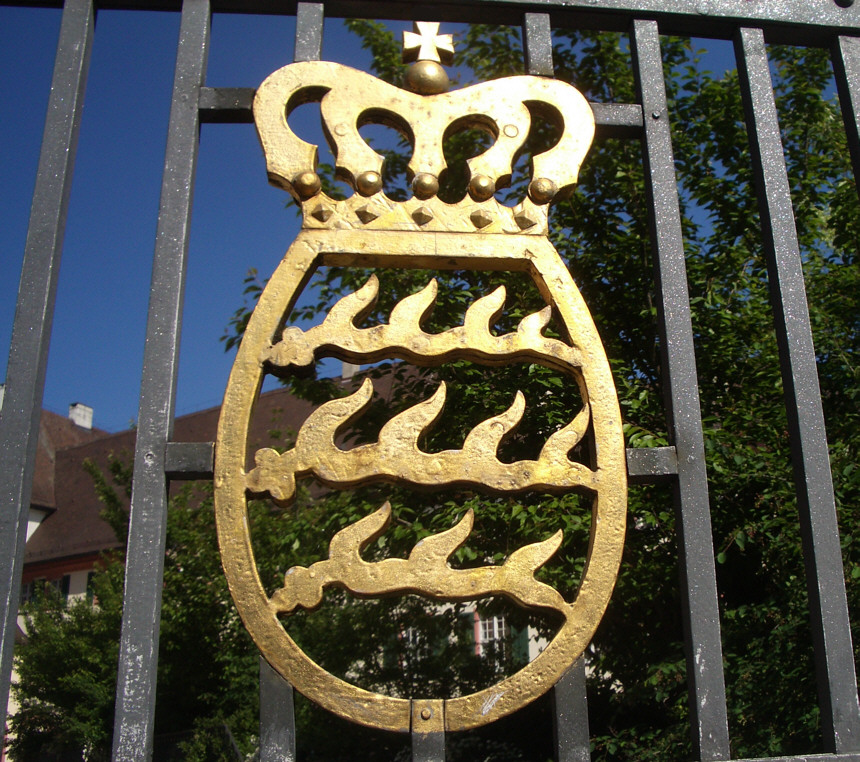
Znak rodu na jejich současné rezidenci v Altshausenu

Z důvodu nedostatku mužských dědiců podle salického zákona po smrti Viléma II. v roce 1921 musel přejít nárok na královský titul zpět až k potomkům vévody Fridricha II. Evžena. A to proto jelikož linie vévodů z Urachu byla vyloučena z následnictví jelikož celá linie byla morganatická a následnictví připadlo mladší větvi z Württembergu-Altshausenu.
- Vilém II. – (1918–1921), bývalý král
- Albrecht, vévoda Württemberský – (1921–1939), prapravnuk vévody Fridricha II. Evžena
- Filip Albrecht, vévoda Württemberský – (1939–1975), jeho syn
- Karel, vévoda Württemberský – (1975–2022), jeho syn
- Vilém, vévoda Württemberský – od (2022), jeho vnuk, současná hlava rodu

## Nevládnoucí členové rodu
- Vilém Mikuláš Württemberský (1828–1896), rakousko-uherský generál, guvernér v Bosně a Hercegovině, 1891 následník trůnu ve Württembersku
- Sofie Dorota Württemberská – provdaná ruská carevna jako Marie Fjodorovna
- Pavlína Württemberská – provdaná württemberská královna, manžel Vilém I.
- Alžběta Vilemína Württemberská – manželka rakouského císaře Františka I.